# Pireella trichomanoides
Pireella trichomanoides är en bladmossart som beskrevs av Jules Cardot 1913. Pireella trichomanoides ingår i släktet Pireella och familjen Pterobryaceae. Inga underarter finns listade i Catalogue of Life.